# Louis Andriessen
Louis Joseph Andriessen (6. června 1939, Utrecht – 1. července 2021, Weesp) byl nizozemský hudební skladatel a klavírista. Jeho dílo přispělo k vývoji několika směrů moderní vážné hudby – neoklasicismu, serialismu či minimalismu – a dotklo se i jazzu. Byl jedním ze zakladatelů Haagské školy, avantgardního a minimalistického hnutí z druhé poloviny 20. století. Jeho opera La Commedia, inspirovaná Danteho Božskou komedií, získala v roce 2011 Grawemeyerovu cenu. Známým dílem je i De Staat z roku 1976, s texty z Platónovy Ústavy. K jeho učitelům patřil Luciano Berio. Sám Andriessen pak v letech 1974 až 2012 učil na Královské konzervatoři v Haagu, kterou kdysi i vystudoval (absolvoval roku 1961). Jeho otec Hendrik Andriessen byl rovněž hudebním skladatelem. Také jeho sourozenci Jurriaan Andriessen a Caecilia Andriessenová jsou skladateli, stejně jako strýc Willem Andriessen. Věnoval se i hudební publicistice, v letech 1961–1965 psal pro deník De Volkskrant a v letech 1966–1969 pro časopis De Gids. V roce 1969 byl součástí skupiny demonstrantů na koncertě Královského orchestru Concertgebouw. Koncert narušili klapáním louskáčků na ořechy a troubení na klaksony jízdních kol. Rozdávali přitom letáky o tristním zastoupení nizozemské nové hudby v programu orchestru. Příští rok dostal on a ostatní demonstranti týdenní tresty vězení.